# 岐阜中警察署
岐阜中警察署（ぎふなかけいさつしょ）は、岐阜県警察が管轄する警察署の一つである。岐阜県内の警察署の中で唯一、駐車監視員制度を取り入れている。

## 所在地
- 岐阜市美江寺町二丁目10番地

## 管轄区域
- 岐阜市のうち、東海道線及び高山線以北で長良川以南の地域

## 組織
- 会計課 - 会計係
- 警務課 - 警務係、相談係
- 留置管理課 - 留置管理係
- 生活安全課 - 生活安全総務係、人対・少年係、生環・サ対係
- 地域課 - 地域企画係、通信指令係、直轄警ら係、機動警ら係
- 刑事第一課 - 捜査庶務係、強行犯係、盗犯係、鑑識係
- 刑事第二課 - 知能犯係
- 組織犯罪対策課 - 組織犯罪係、薬物銃器係、国際捜査係
- 交通第一課 - 交通総務係、交通規制係
- 交通第二課 - 交通指導第一係、交通指導第二係、交通捜査係
- 警備課 - 警備係

## 沿革
- 1873年(明治6年) 第1番取締局(岐阜取締局)が設置される。
- 1877年(明治10年) 岐阜警察署と改称される[1]。
- 1948年(昭和23年) 警察制度改正により自治体警察となり、岐阜市警察署が設置される。
- 1950年(昭和25年)1月1日 岐阜市中警察署に改称。
- 1954年(昭和29年) 警察制度改正により岐阜県岐阜中警察署となる。
- 2012年(平成24年) 鏡島交番が移転し、西岐阜交番に改称。

## 交番
（　）の中は所在地。
- 駅前交番（岐阜市橋本町一丁目10番37）
- 神田町交番（岐阜市神田町四丁目8番地1）
- 長良橋交番（岐阜市堤外378番地2の1）
- 芥見交番（岐阜市芥見四丁目11番地）
- 木ノ本交番（岐阜市都通五丁目5番地2）
- 西岐阜交番（岐阜市西荘一丁目10番地6）
- 西柳ヶ瀬交番（岐阜市柳ヶ瀬通六丁目13番地5号）
- 本郷交番（岐阜市西野町七丁目22番地）
- 競輪場前交番（岐阜市北一色三丁目5番20号）

## 警察官駐在所
- 日野警察官駐在所（岐阜市日野南四丁目3番1号）